# Everlövs socken
Everlövs socken i Skåne ingick i Torna härad, ingår sedan 1974 i Sjöbo kommun och motsvarar från 2016 Everlövs distrikt.
Socknens areal är 27,81 kvadratkilometer varav 27,71 land. År 2000 fanns här 675 invånare.  Kyrkbyn Everlöv med sockenkyrkan Everlövs kyrka ligger i socknen. 

## Administrativ historik
Socknen har medeltida ursprung. 
Vid kommunreformen 1862 övergick socknens ansvar för de kyrkliga frågorna till Everlövs församling och för de borgerliga frågorna bildades Everlövs landskommun. Landskommunen uppgick 1952 i Blentarps landskommun som uppgick 1974 i Sjöbo kommun. Församlingen uppgick 2006 i Blentarps församling.
1 januari 2016 inrättades distriktet Everlöv, med samma omfattning som församlingen hade 1999/2000.  
Socknen har tillhört län, fögderier, tingslag och domsagor enligt vad som beskrivs i artikeln Torna härad. De indelta soldaterna tillhörde Södra skånska infanteriregementet. 

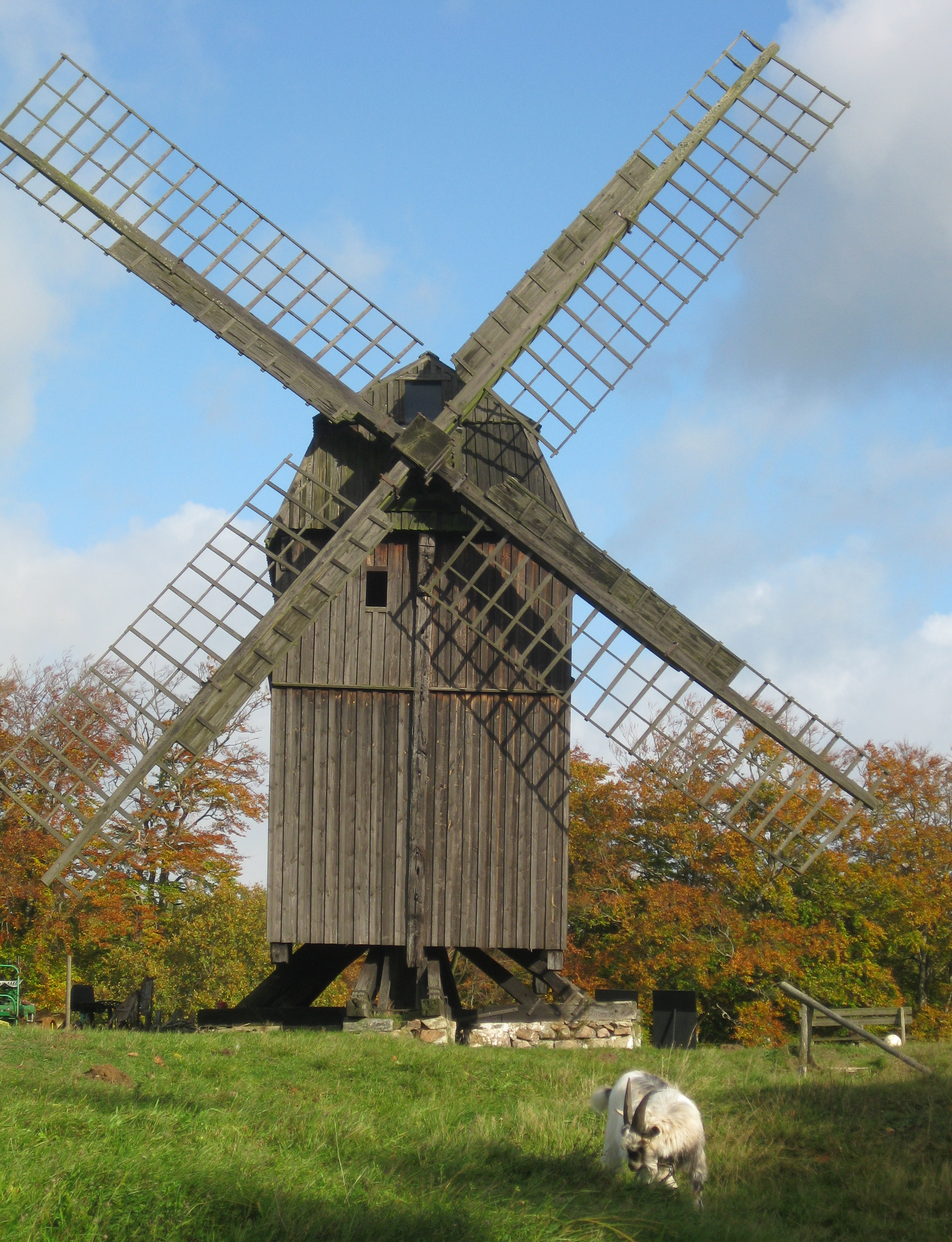
Mölla vid Östarp

## Geografi
Everlövs socken ligger sydost om Lund med Romeleåsens sluttning i sydväst och med Klingvallsån i norr. Socknen är en odlingsbygd med inslag av skog.

## Fornlämningar
Boplatser och lösfynd från stenåldern är funna.

## Namnet
Namnet skrevs 1358 Äwerlef och kommer från kyrkbyn. Efterleden är löv, 'arvegods'. Förleden är troligen ett mansnamn, men det är oklart vilket..